# Gargara aliquantula
Gargara aliquantula är en insektsart som beskrevs av Liang och Mckamey 1995. Gargara aliquantula ingår i släktet Gargara och familjen hornstritar. Inga underarter finns listade i Catalogue of Life.